# Grande slalom per una rapina
Grande slalom per una rapina (Snow Job) è un film del 1972 diretto da George Englund.